# Синнингия красивая
Синни́нгия краси́вая (лат. Sinningia speciosa), в садоводстве — часто глокси́ния гибри́дная — вид травянистых клубневых растений, входящий в род Синнингия (Sinningia) семейства Геснериевые (Gesneriaceae). Популярное комнатное растение.

## Ботаническое описание

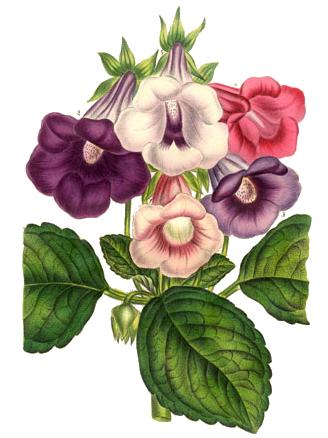
Иллюстрация, показывающая разнообразие окраски цветков садовых форм синнингии

Корневищное многолетнее растение 15—45 см в высоту. Стебли укороченные или подземные, ползучие. Листья продолговатые или яйцевидные, волосистые, морщинистые, на длинных черешках, 8—24 см длиной и 3,5—15 см шириной, тёмно-зелёного цвета.
Цветки одиночные или в щитковидных соцветиях по 2—3, фиолетовые, реже белые или красные. Венчик колокольчатый или трубчатый, 3,5—6 см длиной, в природе — горизонтальный, небольшой, в садоводстве крупный, прямостоячий, фиолетовый, красный, белый, желтоватый, оранжевый, часто пятнистый или полосчатый. Чашечка состоит из волосистых долей яйцевидной формы 2—3,5 см длиной. Тычинки в числе 4. Завязь полунижняя.

## Ареал
В естественных условиях — эндемик Бразилии.

## Значение
Популярное комнатное растение. Размножается листовыми черенками или семенами. На зиму клубни помещаются в сухое прохладное место.

## Таксономия

### Синонимы
- Gloxinia caulescens Lindl., 1828
- Gloxinia crassifolia hort.
- Gloxinia discolor Kunze, 1842
- Gloxinia diversiflora May, 1883
- Gloxinia fyfiana Lem., 1848
- Gloxinia hybrida hort.
- Gloxinia immaculata Mart. ex Hanst., 1864
- Gloxinia macrophylla hort.
- Gloxinia maxima Paxton, 1839
- Gloxinia menziesiana Young ex Otto & A.Dietr., 1837
- Gloxinia merkii E.Otto, 1848
- Gloxinia passinghamii Paxton, 1846
- Gloxinia rubra Paxton, 1840
- Gloxinia speciosa Lodd. ex Ker Gawl., 1817basionym
- Gloxinia speciosa var. albiflora Hook., 1833
- Gloxinia speciosa var. candida Otto & A.Dietr., 1837
- Gloxinia speciosa var. lactea Otto & A.Dietr., 1847
- Gloxinia speciosa var. macrophylla Hook., 1842
- Gloxinia speciosa var. menziesii Hook., 1842
- Gloxinia teuchleri Lem., 1847
- Gloxinia tigrina hort.
- Gloxinia violacea hort. ex Steud., 1841, nom. inval.
- Ligeria caulescens (Lindl.) Decne., 1848
- Ligeria menziesiana (Young ex Otto & Dietr.) Hanst., 1864
- Ligeria speciosa (Lodd. ex Ker Gawl.) Decne., 1848
- Ligeria speciosa var. caulescens (Lindl.) Hanst., 1864
- Martynia caulescens (Lindl.) Desf. ex Steud., 1841, nom. inval.
- Martynia speciosa (Lodd. ex Ker Gawl.) Loisel., 1819
- Orthanthe fyfiana (Lem.) Lem., 1856
- Sinningia hybrida Voss, 1894
- Sinningia menziesiana (Young ex Otto & A.Dietr.) G.Nicholson, 1887
- Sinningia reginae Sprague, 1904
- Sinningia youngiana Marnock, 1840